# Ragnar Wicksell
Per Edgar „Ragnar” Wicksell (ur. 26 września 1892 w Enköping, zm. 31 lipca 1974 w Sztokholmie) – szwedzki hokeista i piłkarz, reprezentant kraju grający na pozycji pomocnika. Był również zawodnikiem bandy.

## Kariera klubowa
Podczas swojej kariery piłkarskiej Ragnar Wicksell występował w Djurgårdens IF. Z Djurgårdens czterokrotnie zdobył mistrzostwo Szwecji w 1912, 1915, 1917 i 1920.

## Kariera reprezentacyjna
W reprezentacji Szwecji Wicksell zadebiutował 18 czerwca 1911 w przegranym 2-4 towarzyskim meczu z Niemcami. W 1912 był w kadrze Szwecji na Igrzyska Olimpijskie w Sztokholmie. Na turnieju w Szwecji wystąpił w meczu z Holandią oraz w meczu w turnieju pocieszenia z Włochami. W 1920 po raz drugi uczestniczył w igrzyskach olimpijskich. Na turnieju w Antwerpii wystąpił we wszystkich trzech meczach z Grecji (bramka w 25 min.), Holandią i Hiszpanią. Ostatni raz w reprezentacji wystąpił 9 października 1921 w zremisowanym 0-0 towarzyskim meczu z Danią. W sumie wystąpił w 33 spotkaniach, w których zdobył 3 bramki.

## Kariera hokejowa i bandy
W hokeja na lodzie i bandy Wicksell grał w klubie Djurgårdens IF. W 1912 zdobył z nim mistrzostwo Szwecji w bandy.